# 27571 Bobscott
27571 Bobscott è un asteroide della fascia principale. Scoperto nel 2000, presenta un'orbita caratterizzata da un semiasse maggiore pari a 2,7621213 UA e da un'eccentricità di 0,0933644, inclinata di 6,88396° rispetto all'eclittica.